# Elektrogorsk (stacja kolejowa)
Elektrogorsk (ros. Электрогорск) – stacja kolejowa w miejscowości Elektrogorsk, w rejonie pawłowskoposadzkim, w obwodzie moskiewskim, w Rosji. Stacja krańcowa linii z  Pawłowskiego Posadu.
Do stacji dojeżdżają pociągi podmiejskie z Moskwy.

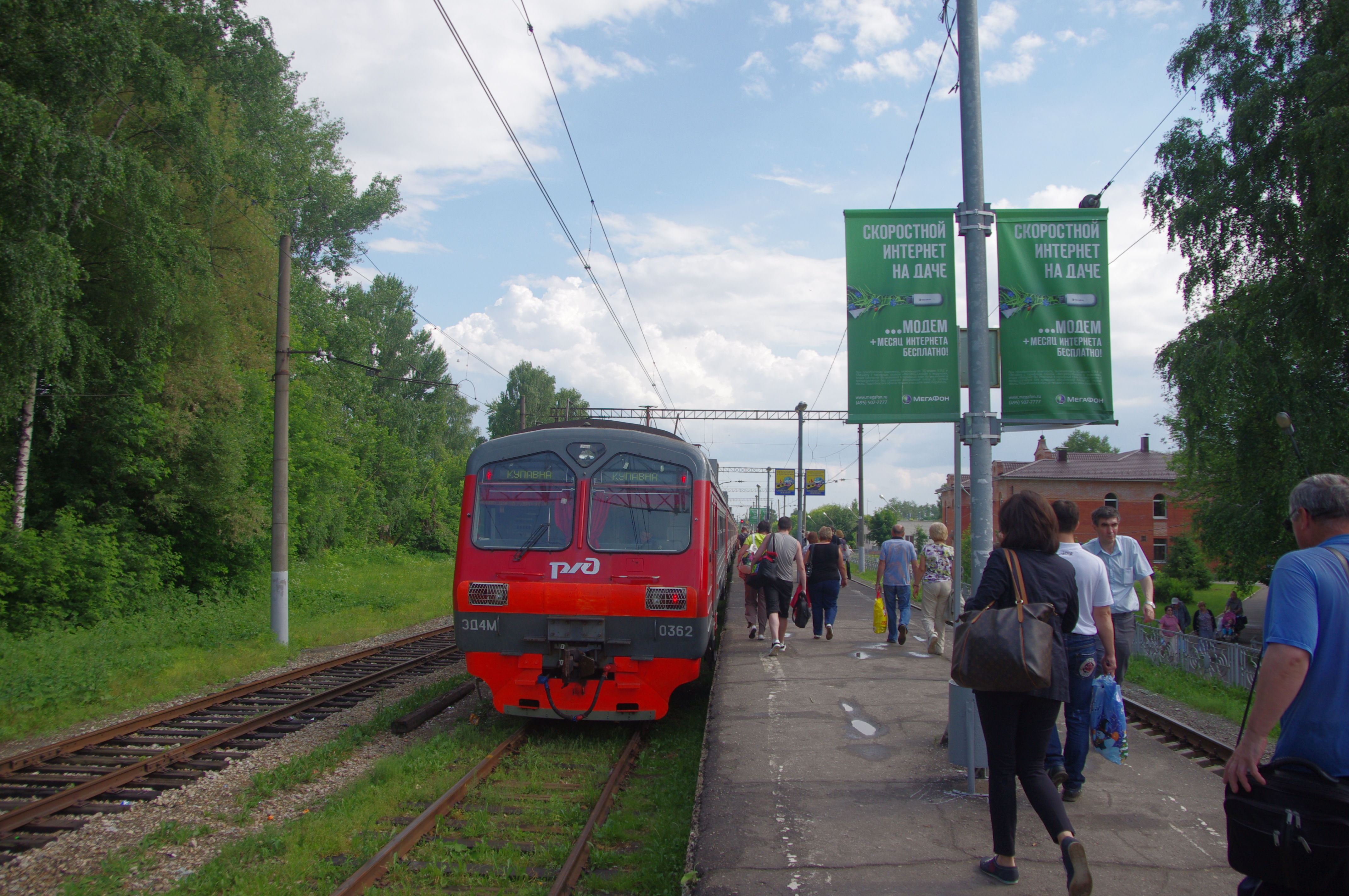
peron; widok w kierunku Pawłowskiego Posadu